# Куп СФР Југославије у рагбију 1990.
Куп СФР Југославије у рагбију 1990. је било 30. издање Купа комунистичке Југославије у рагбију . Играло се по правилима рагбија 15. 
Трофеј је освојио Челик.
| Освајач купа Југославије у рагбију 1990. |
| ---------------------------------------- |
| Рагби клуб Челик 5. трофеј               |